# RusVelo/Saison 2015
Diese Liste beschreibt die Mannschaft und die Erfolge des Radsportteams RusVelo in der Saison 2015.

## Saison 2015

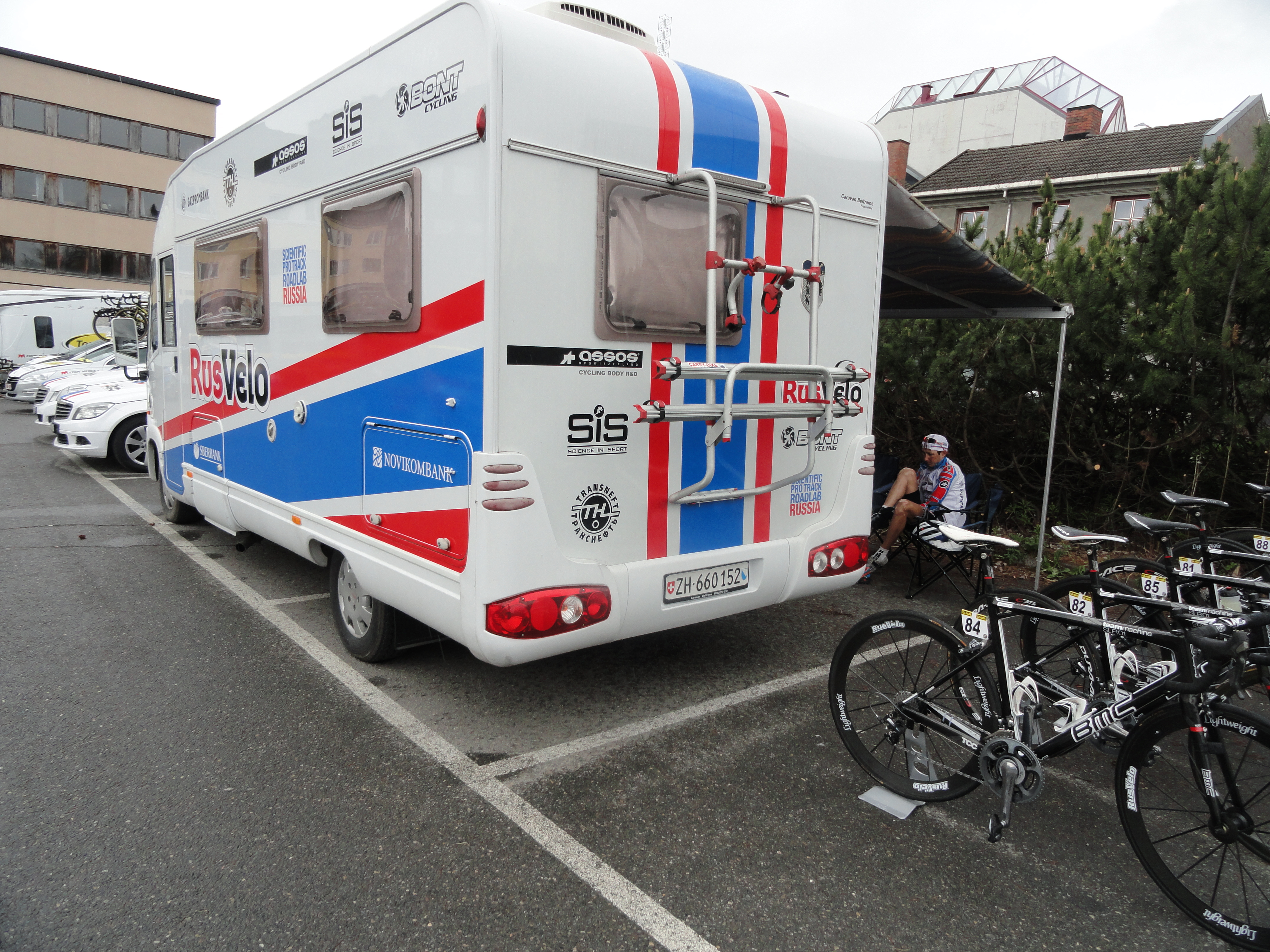
Fahrzeug des Teams bei der Tour of Norway 2012

### Erfolge in der UCI Europe Tour
In den Rennen der Saison 2015 der UCI Europe Tour gelangen die nachstehenden Erfolge.
| Datum         | Rennen                                           | Kat. | Sieger                 |
| ------------- | ------------------------------------------------ | ---- | ---------------------- |
| 18. März      | Grand Prix of Sochi Mayor                        | 1.2  | Sergei Firsanow        |
| 22. März      | 4. Etappe Grand Prix of Sochi (EZF)              | 2.2  | Alexander Foliforow    |
| 19.–22. März  | Gesamtwertung Grand Prix of Sochi                | 2.2  | Alexander Foliforow    |
| 1. April      | Krasnodar–Anapa                                  | 1.2  | Andrei Solomennikow    |
| 5. April      | 3. Etappe Tour of Kuban                          | 2.2  | Roman Maikin           |
| 15. April     | Maykop - Ulyap - Maykop                          | 1.2  | Iwan Balykin           |
| 18. April     | 2. Etappe Grand Prix of Adygeya                  | 2.2  | Sergei Firsanow        |
| 16.–19. April | Gesamtwertung Grand Prix of Adygeya              | 2.2  | Sergei Firsanow        |
| 10. Mai       | 5. Etappe Tour d’Azerbaïdjan                     | 2.1  | Sergei Firsanow        |
| 18. Juni      | 1. Etappe Slowenien-Rundfahrt                    | 2.1  | Artjom Owetschkin      |
| 18. Juni      | 1. Etappe Serbien-Rundfahrt                      | 2.2  | Ivan Savitskiy         |
| 19. Juni      | 2. Etappe Serbien-Rundfahrt                      | 2.2  | Ivan Savitskiy         |
| 21. Juni      | 4. Etappe Serbien-Rundfahrt                      | 2.2  | Ivan Savitskiy         |
| 18.–21. Juni  | Gesamtwertung Serbien-Rundfahrt                  | 2.2  | Ivan Savitskiy         |
| 25. Juni      | Russische Meisterschaft – Einzelzeitfahren (U23) | CN   | Alexander Jewtuschenko |
| 26. Juni      | Russische Meisterschaft – Einzelzeitfahren       | CN   | Artjom Owetschkin      |
| 28. Juni      | Russische Meisterschaft – Straßenrennen (U23)    | CN   | Artem Nytch            |

### Erfolge in der UCI Asia Tour
In den Rennen der Saison 2015 der UCI Asia Tour gelangen die nachstehenden Erfolge.
| Datum   | Rennen                         | Kat. | Sieger         |
| ------- | ------------------------------ | ---- | -------------- |
| 8. Juli | 4. Etappe Tour of Qinghai Lake | 2.HC | Ivan Savitskiy |

### Abgänge – Zugänge
| Zugänge                | Team 2014           | Abgänge             | Team 2015     |
| ---------------------- | ------------------- | ------------------- | ------------- |
| Pjotr Ignatenko        | Team Katusha        | Sergey Lagutin      | Team Katusha  |
| Alexander Rybakow      | Team Katusha        | Ilnur Sakarin       | Team Katusha  |
| Ildar Arslanow         | Itera-Katusha       | Sergei Pomoschnikow | Itera-Katusha |
| Alexander Foliforow    | Itera-Katusha       | Sergei Klimow       | Unbekannt     |
| Mamir Stasch           | Itera-Katusha       | Leonid Krasnow      | Unbekannt     |
| Alexander Jewtuschenko | Russian Helicopters | Timofei Krizki      | Unbekannt     |
| Alexander Komin        | Russian Helicopters | Gennadi Tatarinow   | Unbekannt     |
| Roman Kustadintschew   | Russian Helicopters |                     |               |
| Artjom Nytsch          | Russian Helicopters |                     |               |
| Ivan Savitskiy         | Russian Helicopters |                     |               |

### Mannschaft
| Fahrer                 | Geburtsdatum       | Land     |
| ---------------------- | ------------------ | -------- |
| Ildar Arslanow         | 6. April 1994      | Russland |
| Iwan Balykin           | 26. November 1990  | Russland |
| Igor Bojew             | 22. November 1989  | Russland |
| Sergei Firsanow        | 3. Juli 1982       | Russland |
| Alexander Foliforow    | 8. März 1992       | Russland |
| Pjotr Ignatenko        | 27. September 1987 | Russland |
| Artur Jerschow         | 7. März 1990       | Russland |
| Alexander Jewtuschenko | 30. Juni 1993      | Russland |
| Alexander Komin        | 12. April 1995     | Russland |
| Roman Kustadintschew   | 3. August 1995     | Russland |
| Roman Maikin           | 14. August 1990    | Russland |
| Artjom Nytsch          | 21. März 1995      | Russland |
| Artjom Owetschkin      | 11. Juli 1986      | Russland |
| Kirill Posdnjakow      | 20. Januar 1989    | Russland |
| Alexander Rybakow      | 17. Mai 1988       | Russland |
| Ivan Savitskiy         | 6. März 1992       | Russland |
| Alexander Serow        | 12. November 1982  | Russland |
| Andrei Solomennikow    | 10. Juni 1987      | Russland |
| Mamir Stasch           | 4. Mai 1993        | Russland |